# Regno del Gwent

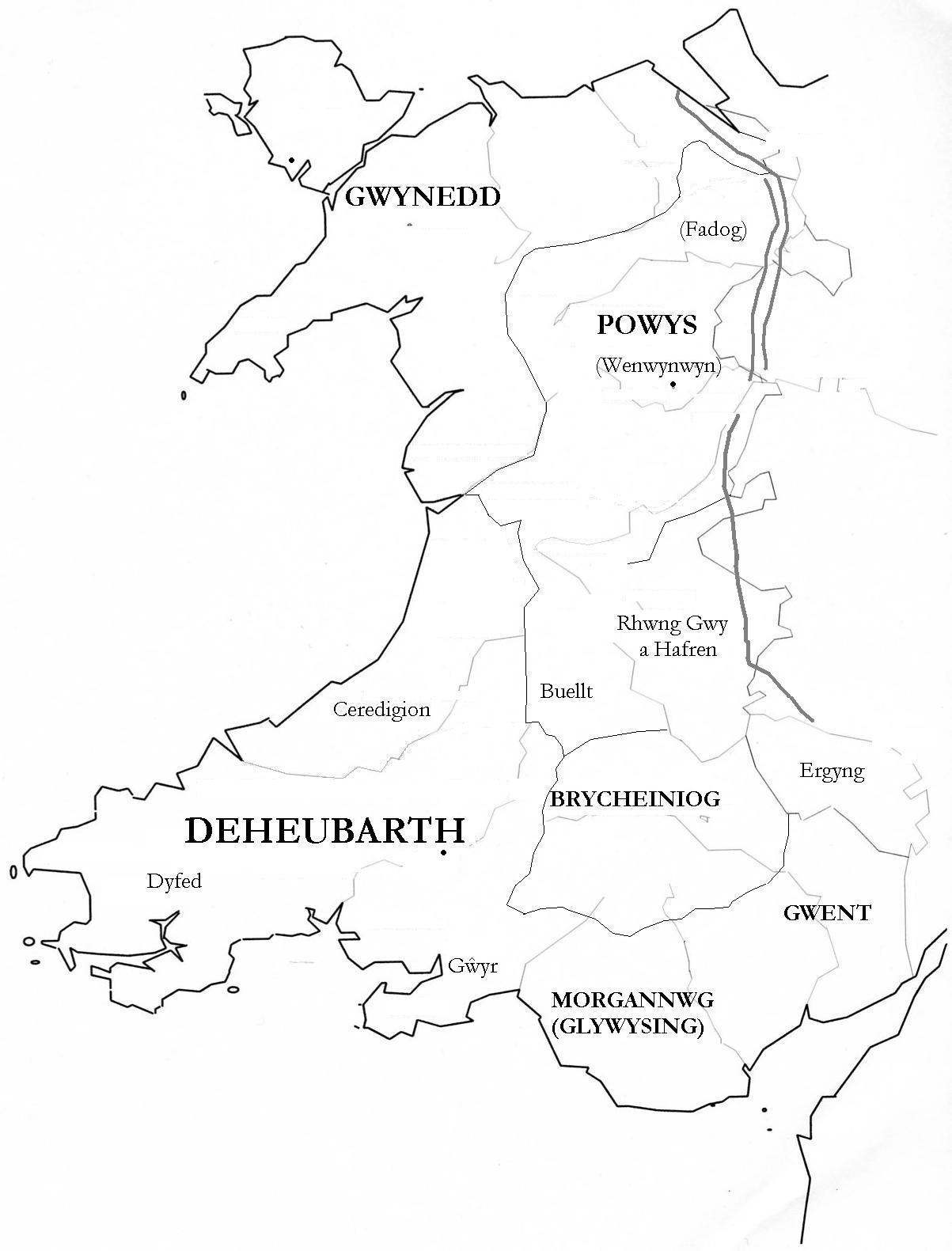
I regni medievali in Galles. Il Gwent è visibile a sud-est.

Il Gwent (in gallese antico: Guent) fu, tra il V/VI e l'XI secolo, uno dei regni o principati gallesi medievali che si trovavano tra i fiumi Wye e Usk.

## Storia
L'area fu abitata sin dal Paleolitico. Il regno gallese medievale del Gwent occupava l'area tra i fiumi Usk, Wye e Severn e a nord arrivava a lambire Ewyas ed Ergyng (poi Archenfield). Il regno del Gwent andò emergendo dopo la partenza dei Romani dalla Britannia (ca 410) e andò di fatto a ricalcare l'area che in epoca preromana era stata occupata dal regno dei Siluri (Ewyas), che aveva come capitale Venta Silurum. il Gwent prese il suo nome proprio dalla civitas di Venta Silurum: nel periodo post romano divenne Guenta e poi Gwent a seguito della trasformazione, normale nelle lingue brittoniche, di v in gu. La stessa Venta divenne Caer Gwent (Caerwent).
Il fondatore del Gwent sarebbe Caradoc Freichfras, che avrebbe stabilito la sua prima capitale a Caerwent o a Caerleon, per poi spostarla a Portskewett, forse Sudbrook. Un'altra figura indicata come la fondatrice del regno è quella di Erb, probabile discendente di Caradoc, che avrebbe regnato sull'Ergyng a est delle Black Mountains, ottenendo poi anche il controllo di un'ampia area del sud.. La cristianizzazione del Galles si ebbe a partire dal V secolo ad opera di santi quali Dubricio, Tateo e Cadoc.
Intanto anche sul Gwent si abbatté la pressione degli invasori anglosassoni, che nel VII ferirono a morte in battaglia il sovrano cristiano del Gwent Tewdrig, il cui figlio Meurig riuscì comunque a rendere più forte il suo regno unendolo a quello del Glywysing attraverso un matrimonio dinastico, unione che sembra sia durata anche nel corso dell'VIII secolo.
Nel 931 re Morgan ab Owain fu uno dei sovrani gallesi che riconobbe il potere supremo di Atelstano d'Inghilterra, seguendolo poi nella corte di Hereford. Il Gwent rimase comunque un regno distinto e indipendente e nel 942 fu temporaneamente riunito al Glywysing, prendendo il nome di Morgannwg da Morgan ab Owain. Dopo la morte di quest'ultimo, però, I regni si divisero di nuovo. Nel 1034 il Gwent fu invaso da Canuto I d'Inghilterra.
L'esistenza del Gwent come regno distinto terminò quando nel 1055 Gruffydd ap Llywelyn conquistò il Morgannŵg, estendendo così il suo potere su tutto il Galles. Tuttavia alla morte di Gruffydd, avvenuta nel 1063, Caradog ap Gruffudd diede di nuovo vita a un regno indipendente nel Gwent. Due anni dopo Aroldo Godwinson, cercò di estendere la sua influenza sul territorio, senza però riuscirvi e poi, l'anno successivo (1066), morì nella battaglia di Hastings contro i Normanni.
I nuovi invasori andarono conquistando rapidamente il Gwent, anche se gli scontri con i gallesi continuarono, seppur in maniera intermittente, fino al 1217, quando Guglielmo Marshal strappò ai gallesi la fortezza di Caerleon.
I normanni suddivisero l'area in diverse signorie, costellando il territorio da tutta una serie di castelli del tipo motte and bailey. Le signorie furono le unità amministrative base fino al 1536, quando Enrico VIII approvò i patti d'unione con cui abolì le signorie, sostituite dalle contee del Monmouthshire, di Newport (Gwynllŵg o Wentloog) e did Caerleon, e annetté formalmente il Galles all'Inghilterra.
Nel XXI secolo il nome di Gwent resta per indicare una delle contee preservate del Galles e viene usato per alcuni scopi cerimoniali e in alcuni titoli, mentre come unità amministrativa locale fu abolita nel 1996 e rimpiazzata da nuove autorità locali unitarie: Newport, Blaenau Gwent, Torfaen, Caerphilly e Monmouthshire.